# Hoang Phuc Kloster
Hoang Phuc Kloster eller Hoang Phuc Temple (Vietnamesisk: Chùa Hoằng Phúc) er et Chan buddhistisk tempel i bydistriktet Le Thuy nær byen Dong Hoi, hovedstaden i provinsen Quang Binh i det centrale Vietnam. Det første tempel blev bygget
mere end 700 år siden, en af de ældste templer i det centrale Vietnam. 
Templet er blevet ombygget og omdøbt flere gange. I 1985 tempel kollapsede. I december 2014 genopbygning i gang, og var afsluttet i januar 2016. burmesiske buddhistiske sangha doneret templet sarira fra Shwedagon pagode. 